# Ь̄
Cette page contient des caractères spéciaux ou non latins. S’ils s’affichent mal (▯, ?, etc.), consultez la page d’aide Unicode.
Le signe mou macron (capitale Ь̄, minuscule ь̄) est une lettre de l’alphabet cyrillique utilisée en philologie ou linguistique historique. Une lettre équivalente latine, signe mou latin macron a été utilisée dans l’alphabet nordique unifié pour l’écriture du nénètse et du tchouktche dans les années 1930.

## Utilisations
Dans le translittération du turc ottoman utilisée dans le ʿİsà the Prophet, le signe mou macron ‹ ь̄ › est utilisé pour transcrire le ʾalif maqṣūra avec un hamza ‹ ئ ›, par exemple : عجائب ‹ ʿacāь̄ib ›.

## Représentations informatiques
Le signe mou macron peut être représenté avec les caractères Unicode suivants :
- décomposé (cyrillique, diacritiques) :

| formes    | représentations | chaînes de caractères | points de code | descriptions                                             |
| --------- | --------------- | --------------------- | -------------- | -------------------------------------------------------- |
| capitale  | Ь̄               | Ь◌̄                    | U+042C U+0304  | lettre majuscule cyrillique signe dur diacritique macron |
| minuscule | ь̄               | ь◌̄                    | U+044C U+0304  | lettre minuscule cyrillique signe dur diacritique macron |